# كأس الاتحاد الإنجليزي 2021–22
كأس الاتحاد الإنجليزي 2021–22 (بالإنجليزية: 2021–22 FA Cup)‏ هو الموسم الحادي والأربعون بعد المائة من أقدم بطولة كرة قدم في العالم، كأس الاتحاد الإنجليزي. ترعاها طيران الإمارات وتُعرف باسم كأس الإمارات لكرة القدم لأغراض الرعاية. الفائز سوف يتأهل لمرحلة المجموعات من الدوري الأوروبي 2021–22.
كان ليستر سيتي هو حامل اللقب بعد فوزه على تشيلسي في نهائي كأس الاتحاد الإنجليزي 2021. تم إقصائهم من قبل نوتينغهام فورست في الجولة الرابعة.